# Daniel Ruiz
Daniel Ruiz-Bazán Justa (Sopuerta, 28 de junho de 1951) é um ex-futebolista espanhol.

## Carreira
Daniel Ruiz fez parte do elenco da Seleção Espanhola de Futebol da Copa do Mundo de 1978 e da Euro 1980.

## Títulos
Athletic Bilbao
- La Liga: 1982–83, 1983–84
- Copa del Rey: 1983–84[2]
- Supercopa de España: 1984
- UEFA Cup: Vice 1976–77[3]